# مدینه هرقلیون
مدینه هرقلیون (به عربی: مدینة هرقلیون) یک منطقهٔ مسکونی در مصر است که در اسکندریه واقع شده‌است.